# Tanz der Marktfrauen

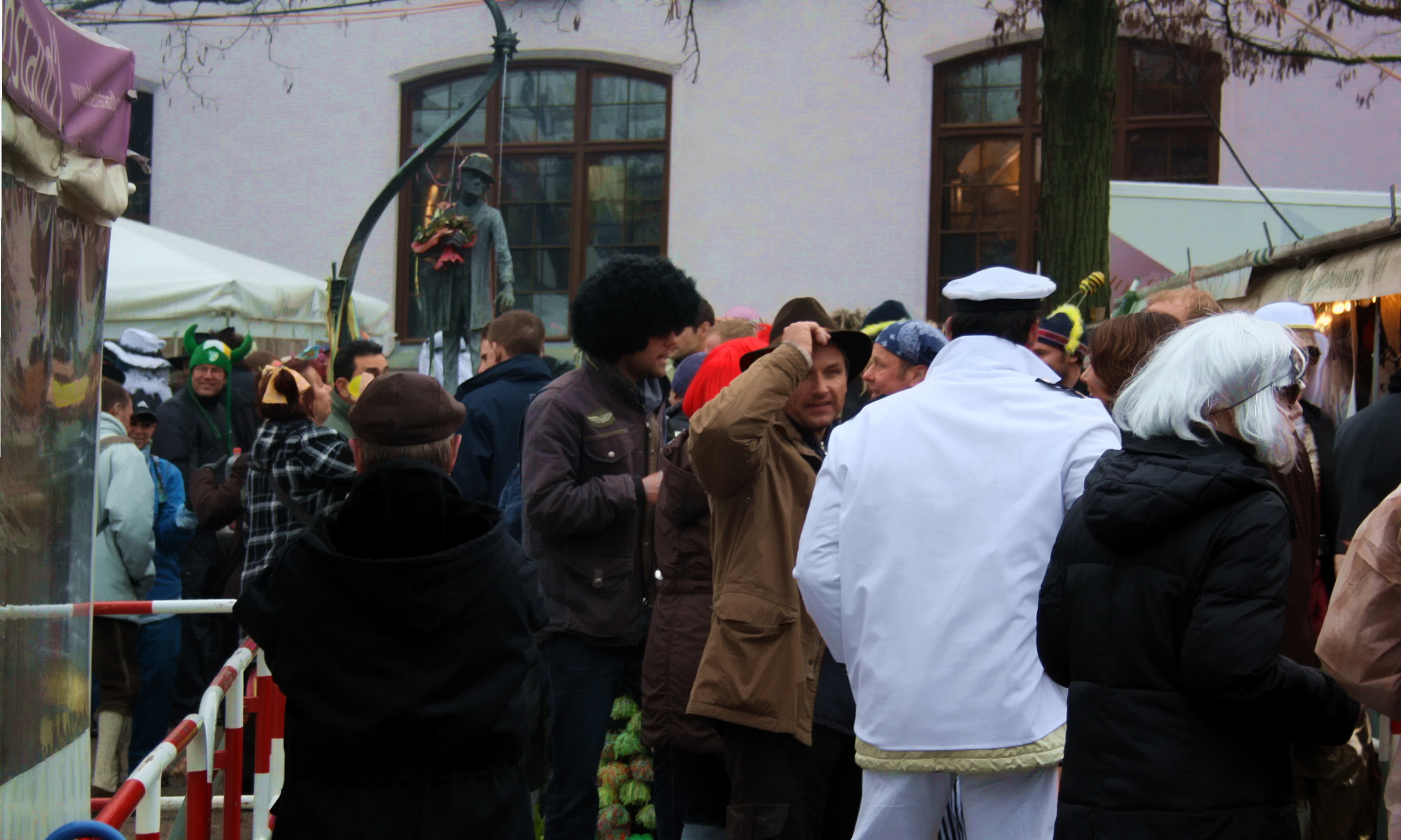
Faschingstreiben am Viktualienmarkt

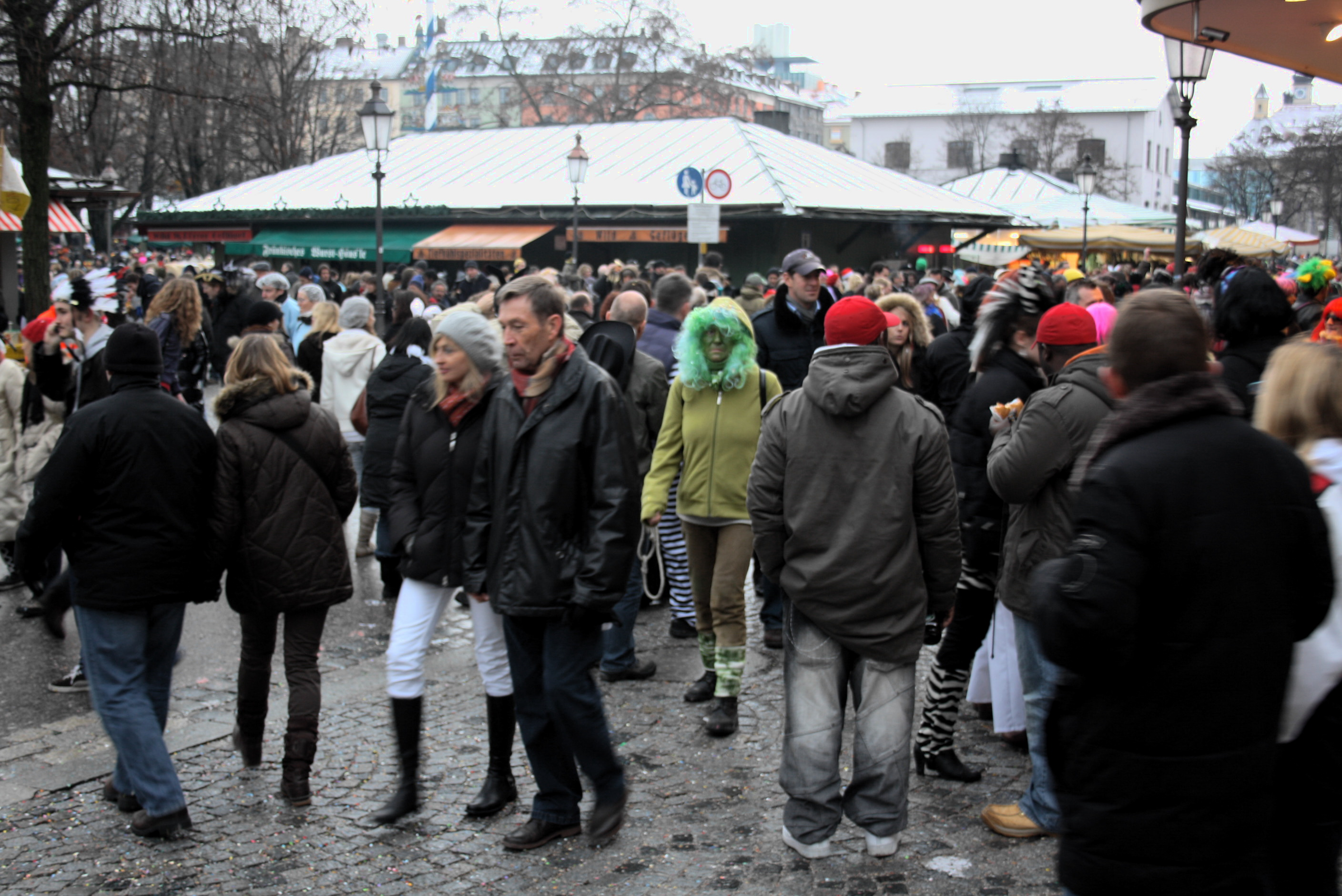

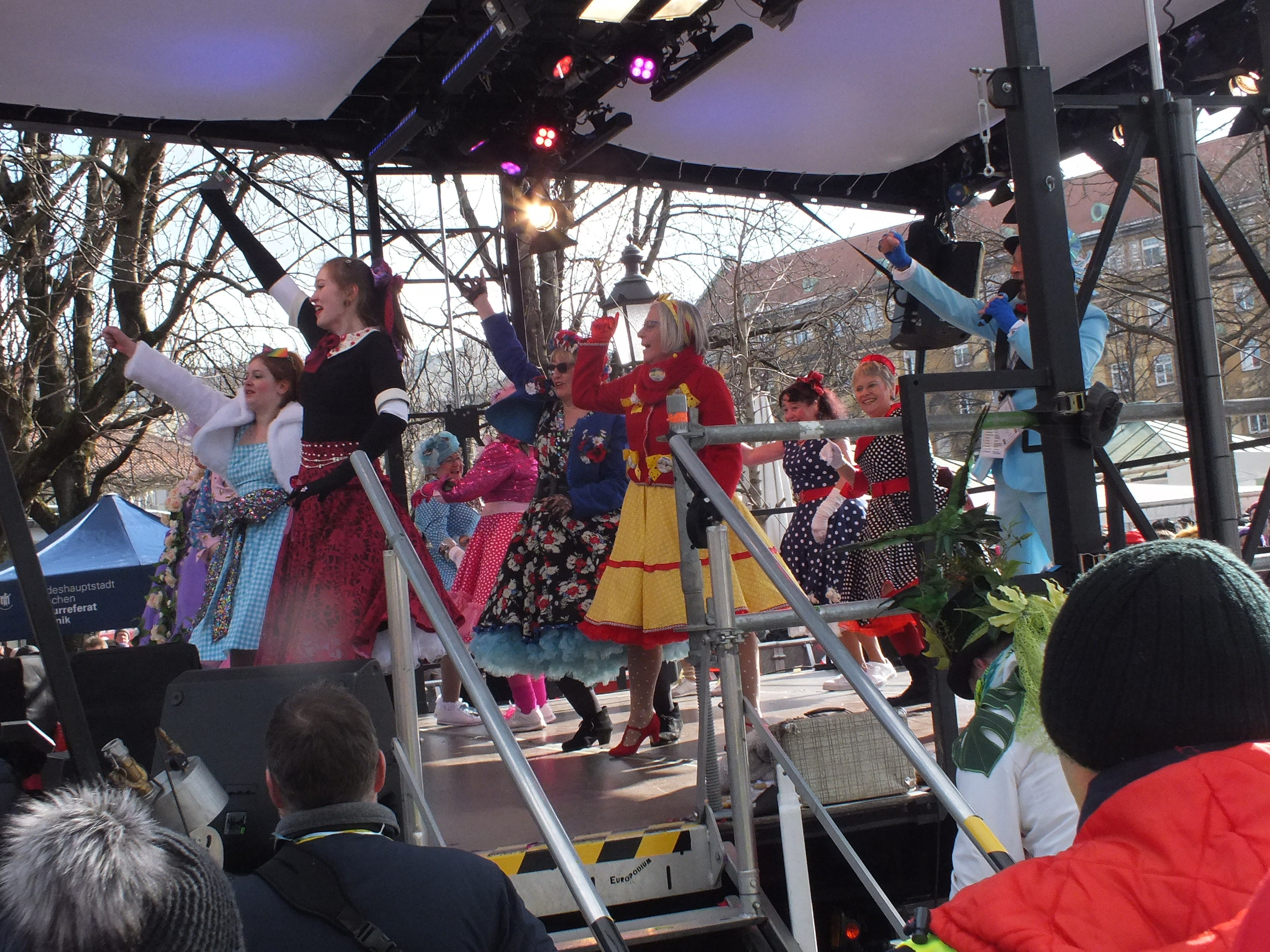
Tanz der Marktweiber 2018

Der Tanz der Marktfrauen oder auch Tanz der Marktweiber ist der Höhepunkt des Straßenfaschings in München. Er findet jährlich am Faschingsdienstag um 11:00 Uhr auf dem Viktualienmarkt statt.

## Geschichte
Zu Beginn des 20. Jahrhunderts verkleideten sich die Marktfrauen und tanzten vor ihren eigenen Ständen oder mit Marktfrauen der benachbarten Verkaufsstände in das Faschingsende. Erstmals erwähnt wurde allerdings der Brauch erst in den 1950er Jahren. In den 1980er Jahren verlegt man den Tanz dann auf eine Bühne im Biergarten des Marktes, bis im Jahr 1987 die Tradition in einem größeren Rahmen wiederbelebt wurde. Auf der Bühne präsentieren sich seitdem jeweils zwölf Marktfrauen mit dem amtierenden Oberbürgermeister und der Narrhalla.

## Aktuelles
Die am Markttanz Beteiligten üben die Choreografie schon vier Monate zuvor ein und treten jedes Jahr in fantasievollen und selbstgestalteten Kostümen auf, die sich auf das Marktgeschehen beziehen. Seit 2004 trainiert Christian Langer als ausgebildeter ADTV-Tanzlehrer die Marktweiber.
Der Tanz der Marktfrauen und das Faschingstreiben am Viktualienmarkt (ca. 9:00 Uhr bis 17:00 Uhr) ziehen jährlich tausende von Besuchern an.